# HC Olten
Der Hockey Club Olten ist ein  Hockeyverein aus der Schweizer Gemeinde Olten im Kanton Solothurn.

## Geschichte
1923 gründete die Altherren-Sektion des Fussball-Clubs Olten eine Landhockeygruppe. Die ersten Spiele wurden auf dem Fussballplatz Wilerfeld ausgetragen. Erster Präsident wurde Walter Trösch. Am 28. September 1923 erfolgte die Aufnahme in den Schweizerischen Landhockeyverband (heute Swiss Hockey). Spielstätte in den 1920er Jahren war die Spitalmatte in Trimbach, der alte Fussballplatz des FC Trimbach. In der Saison 1929/30 wurde Olten erstmals Regionalmeister durch ein 2:1 über Nordstern Basel. Aufgrund von Meinungsverschiedenheiten um Finanzen machten sich die Hockeyspieler am 23. August 1930 als HC Olten selbständig. 
Am 29. März 1935 spaltete sich davon der HC Blauweiss Olten, benannt nach den Oltner Stadtfarben, ab.

## Herren im Europacup
| Europacupbilanz Herren Feld |                          |        |       |           |
| Jahr                        | Wettbewerb               | Niveau | Platz | Ort       |
| 1981                        | Club Champions Trophy    | 2      | 8     | Rom       |
| 1985                        | Club Champions Trophy    | 2      | 6     | Banbridge |
| 1986                        | Club Champions Trophy    | 2      | 4     | Göteborg  |
| 1987                        | Club Champions Trophy    | 2      | 4     | Swansea   |
| 1990                        | Club Champions Trophy    | 2      | 4     | Amiens    |
| 1991                        | Club Champions Trophy    | 2      | 4     | Olten     |
| 1997                        | Cup Winners Challenge    | 3      | 5     | Wien      |
| 1998                        | Cup Winners Challenge    | 3      | 1     | Zagreb    |
| 1999                        | Club Champions Challenge | 3      | 2     | Wien      |
| 2000                        | Club Champions Trophy    | 2      | 3     | Belfast   |
| 2001                        | Cup Winners Cup          | 1      | 5     | Den Bosch |
| 2005                        | Cup Winners Trophy       | 2      | 5     | Wien      |
| 2006                        | Cup Winners Trophy       | 2      | 3     | Wien      |
| 2007                        | Cup Winners Trophy       | 2      | 5     | Prag      |

## Erfolge
Herren
- EuroHockey Cup Winners Challenge Feld: 1998
- Schweizer Feldmeister: 1934, 1949, 1952, 1958, 1964, 1976, 1980, 1981, 1983, 1984, 1985, 1986, 1989, 1990, 1997, 1999, 2025
- Schweizer Feldcupsieger: 1942, 1946, 1952, 1964, 1979, 1982, 1983, 1997, 1998, 2000, 2006
- Schweizer Hallenmeister: 1985, 1994, 2024

Damen
- Schweizer Feldmeister: 2010, 2021
- Schweizer Feldcupsieger: 1993, 1999, 2006, 2008, 2009
- Schweizer Hallenmeister: 1979 (DHC Olten), 2006, 2024